# L'italiano
L'Italiano es un diario en idioma italiano publicado en Argentina.

## Historia
Fundado en Roma en el 2006, por un grupo de periodistas interesados en las temáticas relativas a los italianos en el exterior según un proyecto de Gian Luigi Ferretti, quien ha sido su primer director.
En el 2010 se lanza en Argentina con edición tele-transmitida desde Roma y se transforma realmente en un verdadero diario argentino en lengua italiana, un diario independiente de información general, que además de la sección general dedicada a las noticias italianas y mundiales, dedica un amplio espacio a la comunidad italo-argentina y a los italianos en el mundo.

## Difusión y contenidos
L'Italiano se publicó cinco veces a la semana, de martes a sábado, con doce páginas en formato tabloide y es distribuido en los quioscos de diarios del área metropolitana de Buenos Aires, donde viven aproximadamente 400 000 ciudadanos italianos y otros tantos con ascendencia italiana. Asimismo, se puede consultar en computadoras, tabletas o teléfonos inteligentes.
En el 2013, L’Italiano ha sido el primer diario italiano en el exterior en contar con una aplicación propia en el App Store de Apple.

## Colección "Italia nel mondo"
Por iniciativa del L’Italiano se ha creado “Italia en el mundo”, una colección de estudios históricos y sociales sobre la inmigración de los italianos en el mundo que se propone dar un espacio a estudios de investigación de carácter histórico, político y social sobre el tema inmigratorio. Los primeros títulos de la colección han sido: "L'Altra Italia" di Stefano Pelaggi (emigrazione storica e mobilità giovanile a confronto) - "Il divario" di Luca Marfé, Emanuele Schibotto (Globalizzazione, Emigrazione e Sud) -  "Italiani in movimento. Ripensare l’emigrazione italiana in Argentina" di Elena Ambrosetti e Donatella Strangio - 
"Il colonialismo popolare, 
L'emigrazione e la tentazione espansionistica italiana in América Latina" di Stefano Pelaggi.

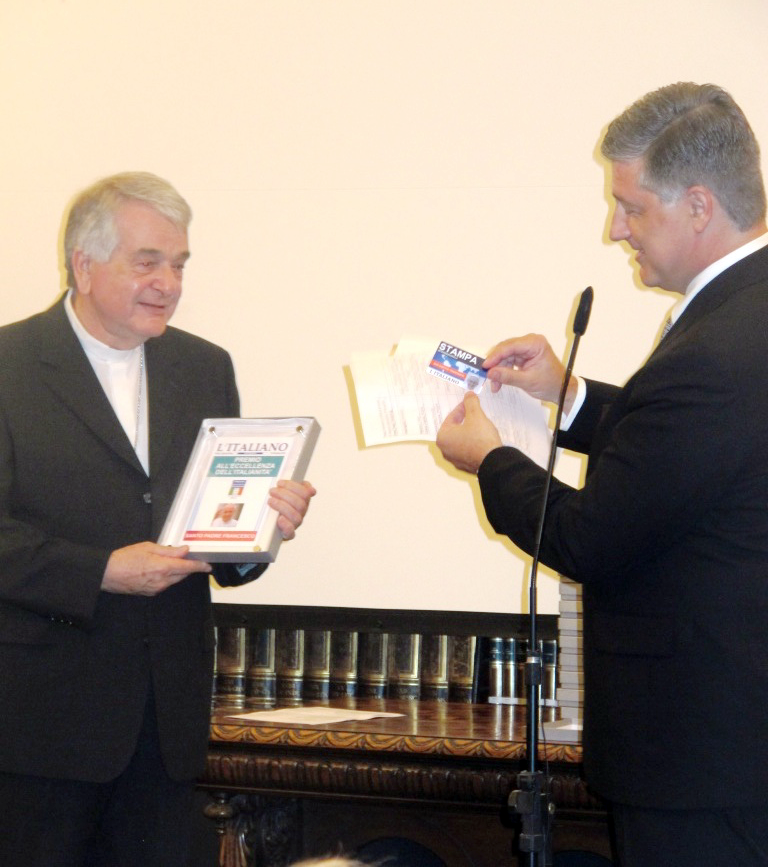
El director editorial de L’Italiano, Marcelo Bomrad Casanova le entrega el premio del Papa Francisco al Nuncio Apostólico en Argentina, Mons. Emil Paul Tscherrig.

## Premio L'Italiano
L’Italiano organiza desde 2013 el “Premio L'Italiano a la Excelencia en la Italianidad”, Reciben este premio grandes personajes de la sociedad argentina, distinguidos en el ámbito de su actividad.